# Naturschutzgebiet Niederwälder am Westhang des Rachenberges
Das Naturschutzgebiet Niederwälder am Westhang des Rachenberges mit 14,8 ha Flächengröße liegt südlich von Endorf im Stadtgebiet von Sundern und im Hochsauerlandkreis. Das Gebiet wurde 2019 mit dem Landschaftsplan Sundern durch den Kreistag des Hochsauerlandkreises als Naturschutzgebiet (NSG) ausgewiesen. Vorher war das Gebiet ab 1993 Teil vom Landschaftsschutzgebiet Sundern. Das NSG geht bis an den Dorfrand. Das NSG ist von Fichtenwald umgeben der zum Landschaftsschutzgebiet Sundern gehört. Das NSG grenzt teils direkt an die K 33 nach Endorferhütte.

## Beschreibung
Der Landschaftsplan führt zum Naturschutzgebiet aus: „Beim NSG handelt es sich um einen Buchen-Eichen-Niederwald an überwiegend westlich exponierten Steilhängen des Rachenberges. In der Krautschicht befinden sich vergraste Bereiche und solche mit Heidelbeere geprägt. Wobei die Heidelbeere überwiegend in Bereichen mit örtlicher Dominanz der Eiche vorkommt. Im Süden des NSG treten natürliche Felsen an Steilhangbereichen zu Tage.“
Der Landschaftsplan führt zu den Naturschutzgebieten mit Niederwald im Stadtgebiet Sundern aus: „Im Landschaftslangebiet Sundern liegen noch zahlreiche Niederwaldflächen welche ebenfalls als Naturschutzgebiet ausgewiesen wurden. Diese Niederwaldflächen sind Relikte einer historischen Waldbewirtschaftungsform bzw. Zeugnisse der Kulturlandschaft dieses Gebietes dar. Innerhalb eines Niederwald-Verbundsystems nimmt das NSG laut Landschaftsplan eine besondere Stellung ein.“

## Schutzzweck
- „Schutz eines wertvollen Wald(bewirtschaftungs)typs, stellenweise mit Felsklippen, aus geologischer, faunistischer, vegetationskundlicher und kulturhistorischer Sicht;“
- „Erhaltung und Optimierung eines artenreichen Niederwaldgebietes auf stellenweise felsig-steinigem Standort durch eine dem Waldtyp angepasste Bewirtschaftung.“
- „Das NSG dient auch der nachhaltigen Sicherung von Vorkommen seltener Tier- und Pflanzenarten.“[1]

## Entwicklungsmaßnahme
Im Landschaftsplan wurde als zusätzliche Entwicklungsmaßnahme festgeschrieben:
„Zur Erhaltung der traditionellen Waldbewirtschaftungsweise ist die niederwaldartige Nutzung auf der Fläche im Rahmen vertraglicher Regelungen fortzuführen bzw. wieder aufzunehmen (§ 26 LG).“